# Џенк Тосун
Џенк Тосун (тур. Cenk Tosun) је турски професионални фудбалер који игра на позицији нападача за Суперлигашки клуб Бешикташ. Рођен је у Немачкој али игра за репрезентацију Турске.Џенк Тосун на eu-football

## Играчка каријера

### Клубови
Након једног наступа у Бундеслиги за Ајнтрахт из Франкфурта, у јануару 2011. прешао је у Газијантепспор, где је освојио Спор Тото куп 2012. Године 2014. потписао је уговор са Бешикташом и освојио две титуле Супер лиге пре него што је прешао у Евертон у јануару 2018. пријавио накнаду за трансфер од 27 милиона фунти. Након позајмице другом клубу из Премијер лиге Кристал Паласу вратио се назад у Турску и потписао је за Бешикташ.

### Репрезентација
Тосун је рођен у Немачкој и играо је за репрезентативне тимове Немачког фудбалског савеза од до 16 до 21 године.
Потом је променио приврженост и прешао је да игра за Турску репрезентацију, за коју је дебитовао у сениорској репрезентацији 2013. и играо на УЕФА Еуру 2016. и на УЕФА Еуру 2024.
Тосун је дебитовао у сениорској репрезентацији за Турску 15. октобра 2013., заменивши Селчука Инана у последњих 16 минута пораза од Холандије резултатом 2:0 у квалификационој утакмици за Светско првенство 2014. на стадиону Шукру Сарацоглу у Истанбулу, резултат је окончао наду Турака у квалификације. Дана 13. новембра 2015. постигао је свој први гол у међународној утакмици, у тријумфу од 2–1 на гостовању Катару.  Додао је још два гола 24. марта 2016. у пријатељској победи над Шведском од 2:1 у Анталији.
Тосун је био део тима од 23 играча који је одабрао главни тренер Фатих Терим за УЕФА Еуро 2016. у Француској. Почео је у уводном мечу, поразом од Хрватске резултатом 1:0, али је замењен са Бураком Јилмазом у следећем мечу против Шпаније. Тосун се затим вратио као замена у судијској надокнади времена у победи од 2:0 над Чешком у Ленсу, што није било довољно да Турску одведе у осмину финала.
У неуспешној турској кампањи квалификација за Светско првенство 2018. Тосун је постигао пет голова. Дао је по два гола оба меча против Финске, и једини гол у победи домаћина над Хрватском у евентуалним квалификацијама 5. септембра 2017. Дана 1. јуна 2018. Тосун је био успешан из једанаестерца у ремију 2–2 са Тунисом у Женеви, а затим је први пут у каријери искључен због сукоба са турским навијачима, рекао је да је интервенисао јер је мислио да је његов отац нападнут у гомили.
Тосун је био најбољи стрелац Турске са пет голова у успешним турским квалификацијама за Европско првенство 2020. То је укључивало мечеве код куће и победе у гостима 4-0 над Молдавијом. Пропустио је завршни турнир, одложен за 2021. због пандемије Ковида 19, због повреде.